# Мурау, Сильвестр
Сильвестр Му́рау (нем. Sylvester Murau; 1907, Меве — 16 мая 1956, Дрезден) — майор Министерства государственной безопасности ГДР. Бежал на Запад, возвращён в ГДР при содействии дочери, казнён по приговору суда.

## Биография
Сын мясника Сильвестр Мурау окончил среднюю школу и выучился также на мясника. Работал продавцом скота, грузчиком угля и кочегаром. В 1944 году был приговорён к шести годам тюремного заключения за браконьерство и нарушение запрета на владение оружием. Срок отбывал в Целле. После войны перевёз бывшую жену и детей в Висмар, где сам работал в Народной полиции. В ноябре 1949 года поступил на службу в шверинское управление Штази, где быстро сделал карьеру и занял должность заместителя начальника отдела. В 1951 году был уволен со службы в МВД ГДР за то, что скрыл в своей биографии предполагаемое участие в фашистских формированиях самообороны в Польше. Сам Мурау объяснял свою отставку тем, что считался исполнителем двух убийств государственных и партийных деятелей на Узедоме.
В 1954 году Мурау бежал через Западный Берлин в ФРГ и поселился в Хойбахе под Дармштадтом. В октябре того же года свои услуги по поимке отца в письменной форме предложила его 21-летняя дочь Бригитта, впоследствии агент Штази под оперативным псевдонимом «Хонетт». Бригитта пользовалась доверием отца, который встретился с ней в Хойбахе. В ходе этой встречи в Хойбахе отец и дочь якобы случайно познакомились с двумя мужчинами. 24 июня 1955 года Мурау, находившийся под воздействием алкоголя, был вывезен ими в ГДР.
22 февраля 1956 года окружной суд Котбуса под председательством судьи Лусии фон Эренвалль вынес Сильвестру Мурау смертный приговор, который был приведён в исполнение утром 16 мая 1956 года в следственном изоляторе Дрездена гильотинированием. 18 мая 1956 года в отделе ЗАГС была зарегистрирована смерть Сильвестра Мурау от инфаркта миокарда. Двое мужчин, участвовавших в похищении Мурау, были арестованы в ФРГ и приговорены к 10 и 12 годам тюремного заключения, которое отбывали в тюрьме Моабит. Дочь Мурау избежала разоблачения, продолжала жить в ГДР, работала парикмахером, вышла замуж за организатора операции по похищению её отца полковника Штази Альберта Шуберта.